# Polygyra cereolus
Polygyra cereolus är en snäckart som först beskrevs av Megerle von Muhlfeld 1816.  Polygyra cereolus ingår i släktet Polygyra och familjen Polygyridae. Inga underarter finns listade i Catalogue of Life.